# 1976年夏季残疾人奥林匹克运动会印度尼西亚代表团
1976年夏季残疾人奥林匹克运动会印度尼西亚代表团是印度尼西亚派出的1976年夏季残疾人奥林匹克运动会代表团。获得2枚金牌、1枚银牌和3枚铜牌。